# Bedoń (przystanek kolejowy)
Bedoń – przystanek kolejowy i posterunek odstępowy w Bedoniu, w województwie łódzkim, w Polsce. Niegdyś mieściła się tu stacja kolejowa. Na przystanku zatrzymują się pociągi osobowe relacji Łódź Fabryczna – Koluszki.

## Ruch pasażerski
| Rok  | Wymiana pasażerska na dobę |
| ---- | -------------------------- |
| 2017 | 100-149                    |
| 2022 | 500-699                    |